# Joan de Clare
Joan de Clare, Countess of Fife (* zwischen 1264 und 1271; † nach 1322) war eine englisch-schottische Adlige.
Joan entstammte der anglonormannischen Familie Clare. Sie war die zweite Tochter von Gilbert de Clare, 6. Earl of Gloucester, und von seiner ersten Frau Alice de Lusignan. Die Ehe ihrer Eltern wurde 1271 offiziell getrennt und 1285 annulliert. 1290 heiratete ihr Vater in zweiter Ehe Johanna von England, eine Tochter von König Eduard I., die jünger als Joan war. Durch den Ehevertrag, den ihr Vater mit dem König schließen musste, wurden Joan und ihre ältere Schwester Isabel vom Erbe ihres Vaters ausgeschlossen. Ihr Vater starb Ende 1295. 
Joan heiratete zwischen 1285 und Januar 1287 den schottischen Adligen Duncan, 8. Earl of Fife. Als Mitgift erhielt sie von ihrem Vater Carlton in Lincolnshire sowie Glapthorne in Northants. Ihr Mann wurde 1289 ermordet. Während des Ersten Schottischen Unabhängigkeitskrieges wurde sie 1299 von dem schottischen Adligen Herbert Morham entführt, als sie ohne Geleit von Stirling nach Edinburgh reiste. Morham brachte sie nach Castlerankine, einem Gut seines Bruders Thomas Morham. Dort versuchte er erfolglos, sie zu einer Heirat mit ihm zu zwingen, um so in den Besitz ihrer Güter zu kommen. In zweiter Ehe heiratete Joan schließlich 1302 den schottischen Baron Gervase Avenel, der im Krieg gegen England ein Unterstützter von Robert Bruce wurde. Daraufhin wurden ihre englischen Güter von König Eduard II. beschlagnahmt.

## Nachkommen
Aus ihrer Ehe mit Duncan, 8. Earl of Fife, hatte sie mindestens eine Tochter sowie einen postum geborenen Sohn:
- Duncan, 9. Earl of Fife (1289/90–1353) ⚭ 1307 Mary de Monthermer, Tochter von Johanna von England und Ralph de Monthermer[5]